# حديقة كوراوينيا الوطنية
كوراوينيا هي حديقة وطنية في ولاية كوينزلاند، أستراليا، 828 كم غرب بريزبن.